# Fargo (phim truyền hình)
Fargo là một bộ phim truyền hình dài tập hài kịch tội phạm đen của Mỹ được tạo ra và chủ yếu được viết bởi Noah Hawley. Chương trình được lấy cảm hứng từ bộ phim cùng tên năm 1996 được viết và đạo diễn bởi anh em Coen, người được ghi là nhà sản xuất điều hành cho loạt phim cùng với Hawley. Sê-ri được công chiếu vào ngày 15 tháng 4 năm 2014, trên FX, và tuân theo định dạng hợp tuyển, với mỗi phần được đặt trong một thời đại khác nhau, và với một câu chuyện khác nhau và chủ yếu là các nhân vật và diễn viên mới, mặc dù có sự trùng lặp nhỏ. Mỗi mùa có rất nhiều tài liệu tham khảo cho phim của anh em Coen.
Phần đầu tiên, lấy bối cảnh năm 2006 và có sự tham gia của Billy Bob Thornton, Allison Tolman, Colin Hanks và Martin Freeman, đã nhận được những đánh giá tích cực từ các nhà phê bình. Nó đã giành được giải thưởng Primetime Emmy cho Miniseries xuất sắc, đạo diễn xuất sắc và Casting xuất sắc, và nhận được 15 đề cử bổ sung bao gồm Viết xuất sắc, một đề cử đạo diễn xuất sắc khác và đề cử diễn xuất cho cả bốn vai chính. Nó cũng giành được giải Quả cầu vàng cho phim truyền hình hay phim truyền hình hay nhất và nam diễn viên xuất sắc nhất - phim ngắn hoặc phim truyền hình cho Thornton.
Phần thứ hai, lấy bối cảnh năm 1979 và có sự tham gia của Kirsten Dunst, Patrick Wilson, Jesse Plemons, Jean Smart và Ted Danson, cũng nhận được những đánh giá tích cực từ các nhà phê bình. Nó đã nhận được ba đề cử Quả cầu vàng, cùng với một số đề cử Emmy bao gồm Miniseries xuất sắc và đề cử diễn xuất cho Dunst, Plemons, Smart và Bokeem Woodbine.
Phần thứ ba, lấy bối cảnh năm 2010 và có sự tham gia của Ewan McGregor, Carrie Coon, Mary Elizabeth Winstead, Goran Bogdan và David Thewlis, được công chiếu vào ngày 19 tháng 4 năm 2017. Nó đã được đáp ứng với những đánh giá tích cực từ các nhà phê bình, [6] và nhận được đề cử Emmy bao gồm Miniseries xuất sắc, và đề cử diễn xuất cho McGregor, Coon và Thewlis. Nó đã nhận được ba đề cử Quả cầu vàng, cho Series giới hạn xuất sắc, và McGregor và Thewlis cho diễn xuất, với McGregor chiến thắng trong hạng mục của mình.
Một phần bốn hiện đang được phát triển, để bắt đầu quay vào cuối năm 2019 với Chris Rock để đóng vai chính. Nó sẽ được thiết lập vào năm 1950 tại Kansas City, Missouri.

## Tập phim
| Mùa | Mùa | Số tập | Số tập | Phát sóng gốc        | Phát sóng gốc        |
| Mùa | Mùa | Số tập | Số tập | Phát sóng lần đầu    | Phát sóng lần cuối   |
| --- | --- | ------ | ------ | -------------------- | -------------------- |
|     | 1   | 10     | 10     | 15 tháng 4 năm 2014  | 17 tháng 6 năm 2014  |
|     | 2   | 10     | 10     | 12 tháng 10 năm 2015 | 14 tháng 12 năm 2015 |
|     | 3   | 10     | 10     | 19 tháng 4 năm 2017  | 21 tháng 6 năm 2017  |

## Diễn viên và nhân vật

### Mùa 1
- Billy Bob Thornton trong vai Lorne Malvo
- Allison Tolman trong vai Molly Solverson
- Colin Hanks trong vai Gus Grimly
- Martin Freeman trong vai Lester Nygaard

### Mùa 2
- Kirsten Dunst trong vai Peggy Blumquist
- Patrick Wilson trong vai Lou Solverson
- Jesse Plemons trong vai Ed Blumquist
- Jean Smart trong vai Floyd Gerhardt
- Ted Danson trong vai Hank Larsson

### Mùa 3
- Ewan McGregor trong vai Emmit and Ray Stussy
- Carrie Coon trong vai Gloria Burgle
- Mary Elizabeth Winstead trong vai Nikki Swango
- Goran Bogdan trong vai Yuri Gurka
- David Thewlis trong vai V. M. Varga

## Phát sóng
Vào ngày 15 tháng 4 năm 2014, bộ truyện đã ra mắt trên FX và FXX ở Canada; các tập còn lại được chiếu trên FXX. Ngày hôm sau, nó được công chiếu tại Anh trên Channel 4. Vào ngày 1 tháng 5 năm 2014, nó được công chiếu trên SBS One ở Úc, và trên SoHo ở New Zealand.